# Герб Петропавлівки (Куп'янський район)
Герб Петропа́влівки — один з офіційних символів села Петропавлівка, Куп'янський район Харківської області, затверджений рішенням сесії Петропавлівської сільської ради.

## Опис
Щит перетятий синім і зеленим. На першій частині золотий храм, на другій срібний заєць, супроводжуваний вгорі срібним хвилястим нитяним поясом, а обабіч двома золотими колосками. Герб облямований декоративним картушем і прикрашений сільською короною.
Храм — символ виникнення назви слободи. Заєць — прикмета, яку зустріли перші поселенці. Недаремно один із хуторів одержав навіть назву Заячий Яр. Срібний пояс на зеленому полі символізує річку Гнилицю, а фігура золотих колосків — заняття хліборобством тутешніх жителів.